# Nebulosa de l'Ull de Gat
La nebulosa de l'Ull de Gat (NGC 6543) és una nebulosa planetària de la constel·lació de Dragó. Estructuralment, és una de les nebuloses més complexes que es coneixen, i les observacions de gran resolució del telescopi espacial Hubble hi han revelat nusos, raigs de material i marcades estructures en forma d'arc.
Fou descoberta el 15 de febrer de 1786 per l'astrònom alemany William Herschel i fou la primera nebulosa l'espectre de la qual fou investigat per primer cop, un treball dut a terme per l'astrònom aficionat William Huggins l'any 1864.
La intricada estructura que té podria ser causada per materials ejectats per una binària que acompanya l'estrella central, però fins ara no existeix cap prova directa que demostri que tingui aquest company. Els càlculs d'abundància dels elements químics de la nebulosa també presenten discrepàncies importants entre les mesures obtingudes en dos mètodes diferents, la causa de les quals és incerta.

## Informació general

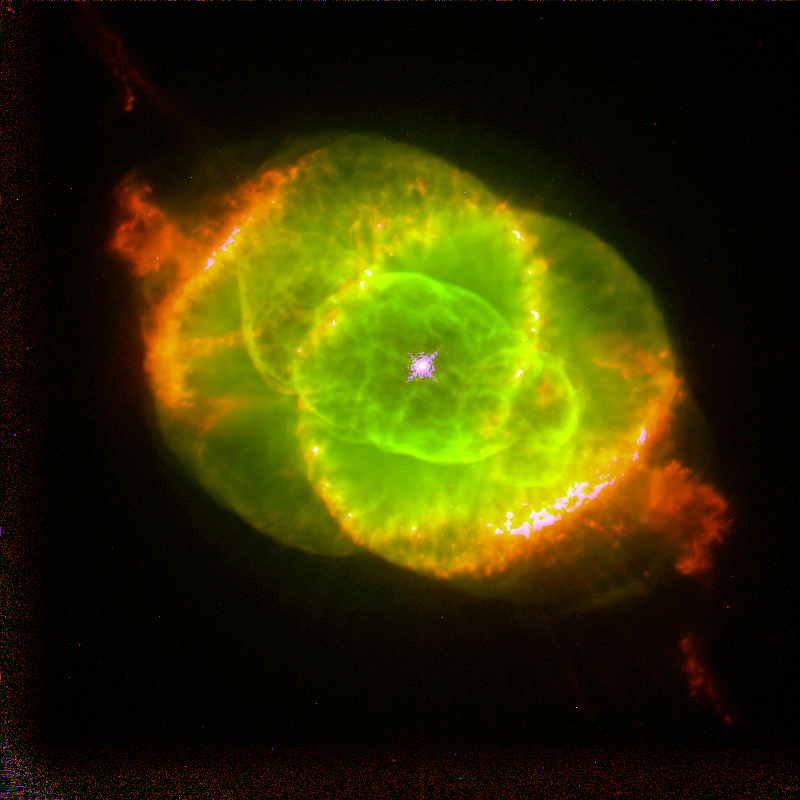
Nebulosa de l'Ull de Gat

NGC 6543 és una nebulosa planetària molt estudiada. És relativament brillant, amb una magnitud aparent de 8,1 i també amb una alta brillantor superficial. Està situada a les coordenades d'ascensió recta 17h 58,6m i de declinació +66° 38′. La seva alta declinació permet observar-la més fàcilment des de l'hemisferi nord en el qual es concentra històricament el major nombre de grans telescopis. NGC 6543 se situa gairebé exactament al pol nord de l'eclíptica.
Mentre que la nebulosa interior més brillant té una mida relativament reduïda d'uns vint segons d'arc de diàmetre, té un halo extens amb material ejectat de l'estrella central durant l'etapa de gegant vermella. L'halo s'estén uns 386 segons d'arc (6,4 minuts d'arc).
Les observacions mostren que el cos principal de la nebulosa té una densitat d'unes 5.000 partícules/cm³ i una temperatura de 8.000 K. L'halo exterior es troba a una temperatura lleugerament superior als 15.000 K i té una densitat molt inferior.
L'estrella central d'NGC 6543 és una estrella de tipus espectral O amb una temperatura a la fotosfera de 80.000 K. La seva brillantor és aproximadament 10.000 vegades més lluminosa que el Sol, amb un radi de 0,65 vegades el radi solar. Diverses anàlisis espectroscòpiques mostren que l'estrella perd massa ràpidament per un fort vent estel·lar, a un ritme de 3,2×10−7 masses solars per any –20 trilions de tones per segon. La velocitat d'aquest vent de partícules és de 1.900 km/s. Els càlculs i models teòrics indiquen que l'estrella central té actualment una massa similar a la del Sol, però els càlculs de la seva evolució teòrica indiquen una massa inicial de cinc masses solars.

## Observacions

### Observacions infraroges
Les observacions de la longitud d'ones infraroges del NGC 6543 mostren la presència de pols estel·lar i gas a baixa temperatura. Es creu que la pols es formà en les últimes fases de la vida de l'estrella progenitora. Aquesta pols absorbeix llum de l'estrella central remetent l'energia en longituds infraroges. L'espectre d'emissió infraroja permet deduir temperatures de 70 K.
Les emissions infraroges revelen la presència de material no ionitzat com l'hidrogen molecular (H₂). En moltes nebuloses planetàries, l'emissió molecular és més gran a distàncies superiors de l'estrella, on el material deixa d'estar ionitzat. En el cas de NGC 6543, l'emissió d'hidrogen és més intensa en el límit interior de l'halo exterior. Això és possiblement degut a les ones de xoc que exciten l'H₂ a mesura que impacten a diferents velocitats contra l'halo.

### Observacions òptiques i ultraviolades
NGC 6543 ha estat observada extensament en ultraviolat i en les longituds d'ona del visible. Les observacions espectroscòpiques en aquestes longituds d'ona permeten determinar les abundàncies de diferents espècies químiques, així com intricades estructures de nebulosa.
La imatge en fals color de l'HST ressalta les regions d'alta i de baixa concentració de ions. Es feren tres imatges en filtres que aïllaven la llum emesa pels ions d'hidrogen a 656,3 nm, el nitrogen ionitzat a 658,4 nm i l'oxigen doblement ionitzat a 500,7 nm. Les imatges foren combinades en canals vermell, verd i blau, respectivament. La imatge revela dues capes de material menys ionitzat als límits de la nebulosa.

### Observacions per raigs X

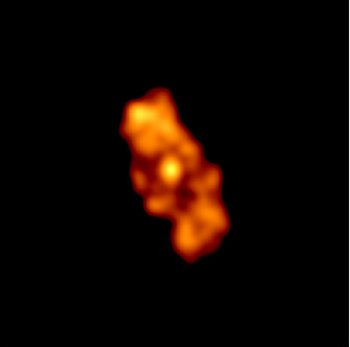
La nebulosa de l'Ull de gat per raigs X

L'observatori de raigs X Chandra ha revelat la presència de gas extremadament calent al voltant de NGC 6543. Es creu que el gas calent és produït per la violenta interacció entre el vent estel·lar i el material expulsat anteriorment. Aquesta interacció ha buidat en gran manera l'interior de la nebulosa, deixant un espai menys dens en forma de bombolla.
Les observacions de Chandra han revelat també una font puntual d'intensos raigs X en la posició de l'estrella. Aquesta no hauria d'emetre tan intensament en aquesta longitud d'ona, per la qual cosa l'elevat flux de raigs X resulta un misteri. Una possibilitat interessant és que els raigs X podrien ser produïts per un hipotètic disc d'acreció al voltant del sistema binari.

## Distància
Les distàncies entre les nebuloses planetàries no són tan fàcils d'identificar com en el cas d'algunes estrelles. Molts dels mètodes utilitzats per a estimar aquestes distàncies es basen en hipòtesis generals que poden ser inadequades per a l'objecte específic que s'estudia.
Recentment, les observacions d'una major precisió realitzades amb telescopis com el Hubble han permès millorar aquestes estimacions. Totes les nebuloses planetàries s'expandeixen, de manera que les observacions d'un mateix objecte al llarg de diferents anys amb una suficient resolució angular permeten mesurar el ritme de creixement de la nebulosa sobre el cel. Aquesta expansió és normalment molt petita, d'uns pocs mil·lisegons d'arc per any, o menys. Els mètodes espectroscòpics permeten calcular la velocitat d'expansió d'una nebulosa planetària a partir de l'efecte Doppler. Per tant, comparant l'expansió angular amb la velocitat d'expansió mesurada per l'efecte Doppler es pot calcular la distància a la nebulosa.
En el cas d'NGC 6543, les observacions del telescopi espacial Hubble al llarg de diversos anys han permès estimar el seu ritme d'expansió en 10 mil·lisegons d'arc per any amb velocitats d'expansió al llarg de la línia de visió de 16,4 km/s. Combinant ambdós resultats, resulta una distància entre la Terra i la nebulosa d'Ull de Gat de 1.000 parsecs.

## Edat
El ritme d'expansió angular de la nebulosa es pot utilitzar per a estimar-ne l'edat. Si el ritme d'expansió ha estat constant, per aconseguir un diàmetre de 20 segons d'arc a un ritme de 10 mil·lisegons d'arcs per any, la nebulosa s'hauria format fa uns 1.000 ± 260 anys. Aquesta edat podria ser superior, car el material ejectat podria haver-se desplaçat a una velocitat superior en etapes anteriors de la seva evolució, alentint-se més tard per la seva interacció amb el medi interestel·lar.

## Composició química
Igual que gran part dels objectes astronòmics, NGC 6543 està formada majoritàriament per hidrogen i heli, juntament amb elements pesants presents només en quantitats petites. La composició exacta pot ser estudiada mitjançant l'anàlisi espectroscòpica de la llum procedent de la nebulosa. Les abundàncies s'expressen generalment relatives a l'hidrogen perquè n'és l'element més abundant.
Diversos estudis indiquen que la proporció d'heli en comparació amb la d'hidrogen a la nebulosa d'Ull de Gat és de 0,12, el carboni i el nitrogen tenen una abundància de 3×10−4 i l'oxigen té una abundància de 7×10−4. Aquests valors són habituals a les nebuloses planetàries que tenen concentracions de carboni, nitrogen i oxigen més abundants que una estrella com el Sol, a causa dels efectes de la nucleosíntesi, que enriqueix l'atmosfera estel·lar en elements pesants, que són després expulsats formant la nebulosa planetària.
Una anàlisi més detallada mostra que la nebulosa conté també una petita quantitat de material altament enriquit amb elements pesants.

## Cinemàtica i morfologia de la nebulosa
NGC 6543 és una nebulosa de gran complexitat estructural. Els mecanismes capaços de modelar totes les seves formes no es comprenen amb claredat. La porció interior més brillant és causada per la interacció del vent estel·lar amb el material expulsat durant la formació de la nebulosa. En aquest procés, s'emeten grans quantitats de raigs X. El vent estel·lar buida de manera heterogènia l'interior de la nebulosa.
Com que l'estrella central presenta senyals de poder ser un sistema binari, la interacció entre ambdues estrelles contribueix també a modelar les estructures interiors de la nebulosa. En aquest cas, podria existir un disc d'acreció amb material fluint d'una estrella a l'altra i amb fenòmens d'ejecció per les regions polars de l'estrella expulsant material. Aquest raigs d'ejecció estarien sotmesos a moviments de precessió que podrien contribuir a formar les estructures en forma de filament presents en la nebulosa.
Més enllà de la nebulosa interior, l'halo exterior envolta el sistema en una sèrie d'anells concèntrics formats en etapes anteriors de la formació de la nebulosa planetària, quan l'estrella interior estava en la branca asimptòtica de les gegants vermelles del diagrama de Hertzsprung-Russell. Els anells estan uniformement distribuïts, de manera que tan sols hi hauria un únic mecanisme responsable de la seva formació a intervals regulars. Encara més enllà, es pot apreciar un halo de material més tènue.